# Borgiowie
Borgiowie (hiszp. Borja, wł. Borgia) – wpływowy włoski ród hiszpańskiego pochodzenia, który osiągnął apogeum swoich wpływów w czasach Odrodzenia, a którego potęgę stworzyli dwaj papieże Kalikst III i Aleksander VI. Zwłaszcza pontyfikat drugiego z nich jest oceniany bardzo negatywnie ze względu na przypisywane jego nieślubnym dzieciom zbrodnie, między innymi cudzołóstwo, kazirodztwo, symonię, nepotyzm, malwersację majątku kościelnego, kupczenie beneficjami kościelnymi w celu zdobycia wymaganej prawem liczby głosów na konklawe, a także mordowanie i eksterminacja przeciwników politycznych za pomocą trucizny.
Z powodu żądzy władzy i zdobyczy terytorialnych w Romanii Borgiowie stali się wrogami Medyceuszy, Sforzów, Farnesów, Colonnów, Orsinich, a także głośnego florenckiego kaznodziei Savonaroli i innych wpływowych rodów piętnastowiecznej Italii.
Borgiowie byli również jednymi z największych wczesnorenesansowych mecenasów sztuki, wspierając między innymi Pinturicchia, Perina del Vagę, Bartolomea Veneto i innych artystów tej epoki

## Dzieje rodu

### Wczesna historia
Etymologia nazwiska Borja wywodzi się z położonego obok Saragossy miasteczka Borja, od którego członkowie rodu wzięli swoje nazwisko, co było wówczas dosyć częstą praktyką.
Pierwsze przekazy na temat tej rodziny pochodzą z 1238 roku kiedy to król Aragonii i Majorki Jakub I Zdobywca wyparł z okolic Walencji muzułmanów, a wśród jego żołnierzy znajdowało się ośmiu Borgiów pochodzących z rodu zamieszkującego wcześniej te ziemie i to właśnie im powierzono zadanie podzielenia zdobytych terenów na lenna, na których miano osadzić zasłużonych ludzi króla. Prawdopodobnie wówczas nadano Borgiom miasto Xàtivę i okoliczne ziemie, które przez wieki stanowiły najważniejsze lenno rodziny w Królestwie Walencji.
Kilkadziesiąt lat później ród podzielił się na trzy gałęzie – Llançol de Borja, Cavanilles de Borja i Gil de Borja, których członkowie zawierali niekiedy między sobą małżeństwa.
Znacznie rzadziej pojawiającą się na kartach historii była linia Velletri de Borja, która wywodziła się od dalekiego kuzyna Kalista III i osiedliła się w leżącym nieopodal Rzymu Velletri, od którego też wzięła nazwę. Jej przedstawiciele byli na służbie papieskiej i nosili tytuł hrabiego. Najbardziej znanym z tej linii był kardynał Stefano Borgia (1731–1804), który zmarł w drodze do Paryża  towarzysząc papieżowi na koronację Napoleona Bonapartego.

### Kalikst III

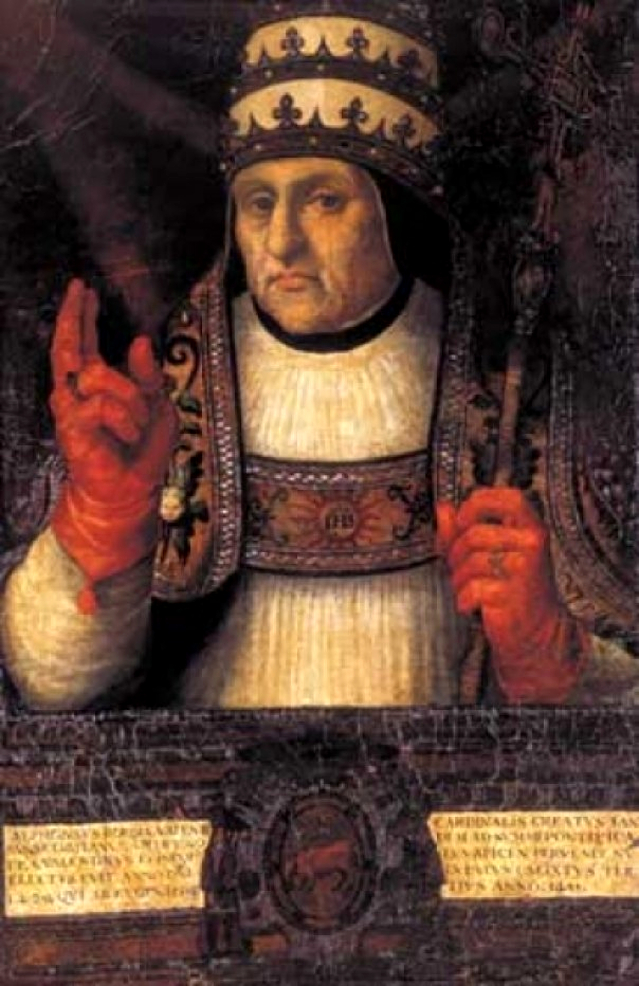
Kalikst III

Twórcą potęgi Borgiów w Państwie Kościelnym był Alfons de Borja panujący jako Kalikst III w latach 1455–1458 chcąc wspomóc swoją rodzinę, zapewnić jej bogactwo i przy tym zdobyć poparcie dla swoich decyzji na konsystorzu, podobnie jak jego poprzednicy zaczął faworyzować swoją rodzinę i 20 lutego 1456 roku powołał na kardynałów dwóch swoich siostrzeńców: dwudziestoczteroletniego Ludwika Juana del Milà y Borja, którego mianował gubernatorem Zamku św. Anioła i prefektem Rzymu, oraz dwudziestopięcioletniego Rodryga Borgię, którego wkrótce uczynił wicekanclerzem Kurii Rzymskiej. Ponadto kreował kardynałami dwóch bratanków, którzy mieli zaledwie po dwadzieścia kilka lat.
Poza karierą kościelną, Kalikstowi III zależało również na zapewnieniu krewnym bytu na włoskiej arenie politycznej – i tak mianował brata kardynała Rodryga, Piotra Ludwika Borgię księciem Spoleto i markizem Civitavecchia, a także Kapitanem Generalnym Kościoła i dowódcą wojsk papieskich. Papież we wspieraniu rodziny nie ograniczył się tylko do mężczyzn i używał swych krewnych do wzmacniania swojej pozycji i tak jeszcze będąc kardynałem wydał swoją siostrę Katarzynę za mąż za Jana del Mila, pana Massalavas, a także wystarał się o dyspensę na małżeństwo drugiej siostry Izabeli z ich kuzynem Jofrem de Borja.

### Aleksander VI
Apogeum wpływów Borgiów przypada na pontyfikat Rodryga Borgii, który jako papież Aleksander VI panując w latach 1492–1503 promował członków swojej rodziny na niespotykaną do tej pory skalę, szczególnie mocno wspierając czwórkę swoich dzieci ze związku z rzymską kurtyzaną Vannozzą Cattanei – Cezara (mianowanego księciem Valentinois), Jana (mianowanego księciem Gandii), Lukrecję i Jofrégo (mianowanego księciem Squillace), również czwórkę swoich dzieci z nieznanych matek Izabelę, Girolamę, Jana i Rodryga  oraz rzekomą córkę ze związku z kochanką Julią Farnese, Laurę.

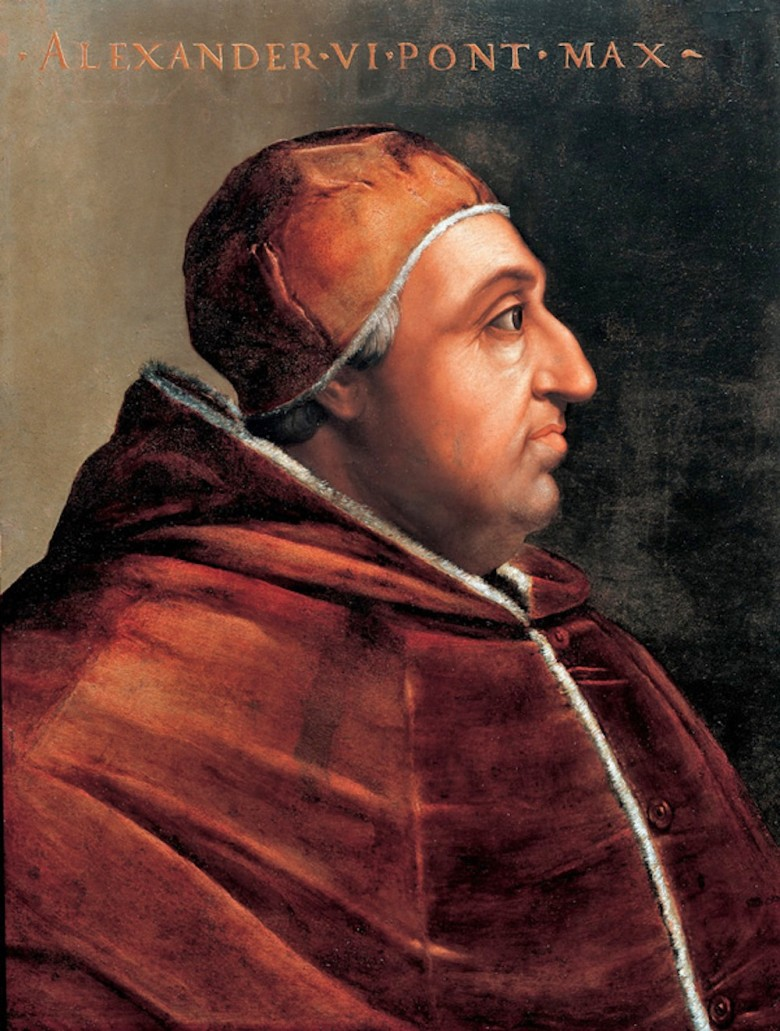
Aleksander VI

Uważany za utalentowanego polityka i dyplomatę papież był ostro krytykowany za rozrzutność, symonię, utrzymywanie oficjalnej kochanki i nepotyzm, a także próby zdobycia bogactw i potęgi zarówno dla swoich dzieci, jak i dla papiestwa oraz częste wynoszenie krewnych do stanu szlacheckiego i nadmierne ich wzbogacanie. W czasie swojego pontyfikatu mianował aż siedmiu spokrewnionych ze sobą purpuratów, w tym swojego syna, siostrzeńców, kuzynów i innych krewnych. Wyznaczył swego syna Jana na stanowisko Kapitana Generalnego Armii Papieskiej (czyniąc go tym samym odpowiedzialnym za bezpieczeństwo Państwa Kościelnego), a innego, Cesara, kardynałem. Wykorzystywał swoje dzieci do pieczętowania sojuszy z państwami włoskimi, Francją i Hiszpanią. I tak swoją córkę Lukrecję wydawał za mąż aż trzykrotnie, w zależności od sojuszy, na których utrzymaniu mu zależało.Ożenił również swego najmłodszego syna ze związku z Vanozzą, Jofré z siostrą Alfonsa Aragońskiego, Sanchą. Podczas konfliktu francusko-hiszpańskiego o Neapol ożenił swego syna Jana z hiszpańską arystokratką.
Papież Aleksander VI zmarł w Rzymie w 1503 roku na chorobę zakaźną identyfikowaną zazwyczaj jako malaria, chociaż wielu ówczesnych kronikarzy za przyczynę śmierci Ojca Świętego uznali truciznę. Bezprzykładny nepotyzm, rozwiązłość i symonia otoczyły jego postać czarną legendą, mimo której dwóch z jego następców Sykstus V i Urban VIII uważali go za najbardziej wybitnego papieża od czasów świętego Piotra.

### Cezar

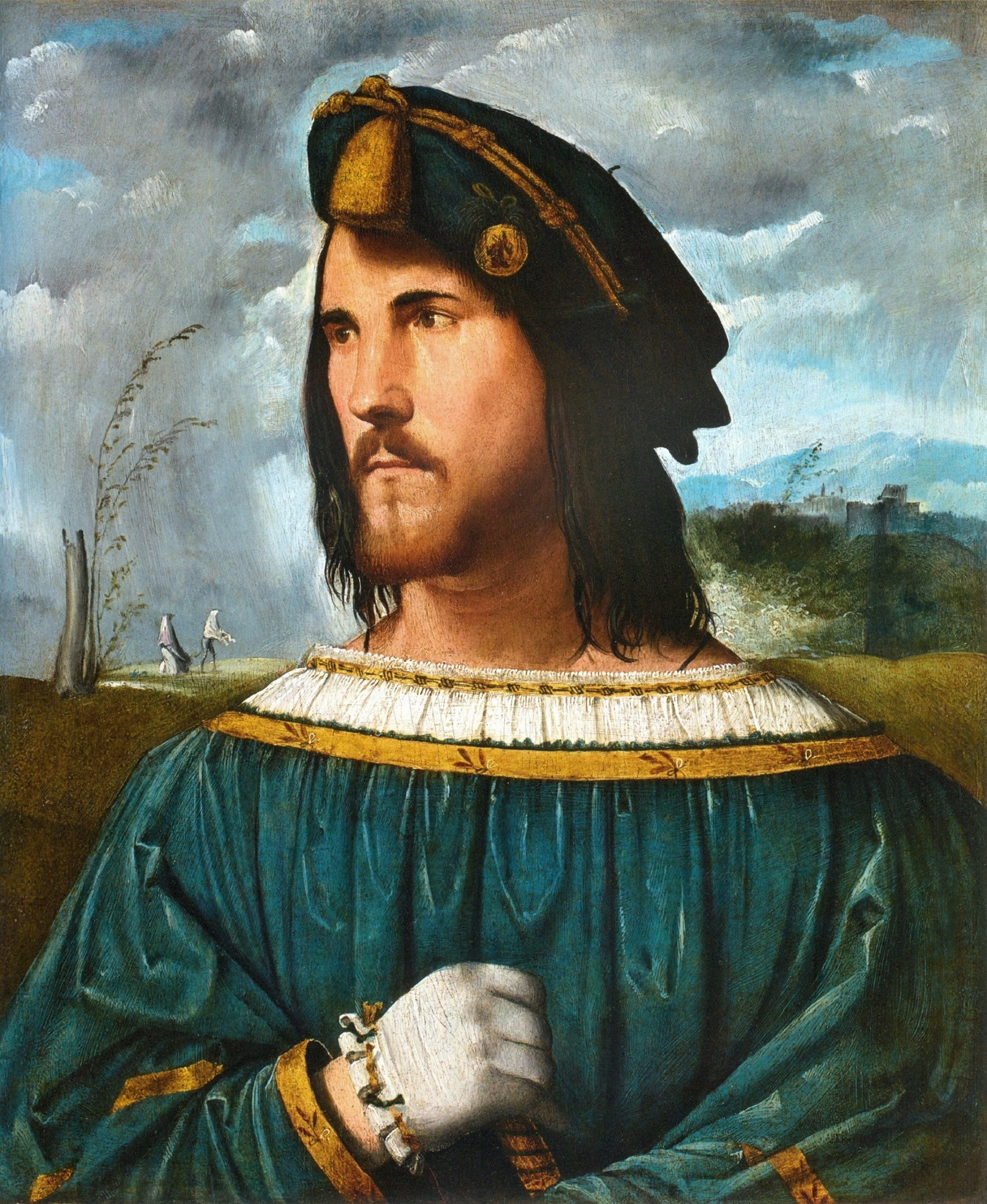
Cezar Borgia

Zarówno edukacja jak i kariera jako duchownego Cezara zostały dokładnie zaplanowane przez jego ojca. Był opisywany jako urodziwy mężczyzna posiadający zdolności militarne i polityczne. Studiował prawo i sztuki wyzwolone na Uniwersytecie Perugiańskim, a teologię w Pizie. Ukończywszy edukację został mianowany przez ojca kardynałem.
Borgia był podejrzewany o zamordowanie swego brata Jana, ale brak klarownych dowodów potwierdzających jego winę. Śmierć Jana umożliwiła Cezarowi powrót do stanu świeckiego i zajęcie pozycji brata w planach papieża. Pomimo bycia kardynałem Cezar zrzekł się na ręce ojca święceń i purpury by zdobyć wladzę i zostać w miejsce brata kondotierem. Borgia poślubił wkrótce siostrę króla Nawarry Jana III, Charlottę d’Albret.
Cezar snuł plany zjednoczenia Włoch. Dążył do rozszerzenia posiadłości Państwa Kościelnego i stworzenia enklawy rządzonej wyłącznie przez ród Borgiów. Wysłany przez Aleksandra VI z misją podporządkowania miast Romanii w centralnej Italii, przeprowadził w okresie od listopada 1499 do maja 1501 dwie kampanie, w trakcie których podbił Imolę, Forli, Pesaro, Rimini i Faenzę. Po wygnaniu Pandolfo IV Malatesty w latach 1501–1503 tytułował się księciem Romanii. W lecie 1501 roku jego wojska opanowały Piombino i Sienę. Planował zajęcie Florencji, jednak na przeszkodzie stanęła interwencja króla Francji Ludwika XII, który obawiał się wzrostu potęgi Cezara w środkowej Italii i nakazał mu wycofanie wojsk. Wówczas Cezar wszedł w sojusz z Ercole d’Este i dzięki temu sojuszowi w roku 1502 zdobył księstwa Urbino i Camerino, a jego kondotier w tym samym czasie podbił Arezzo należące do księstwa Florencji.
Po śmierci ojca w 1503 roku Cezar włączył się w wybór nowego papieża – potrzebował kandydata, który nie zagroziłby jego planom stworzenia własnego księstwa w środkowych Włoszech. Jego kandydat został papieżem jako Pius III, ale zmarł w miesiąc po konklawe. Został zmuszony do wsparcia wrogiego Borgiom Giuliana della Rovere, który obiecał, że będzie mógł zatrzymać wszystkie swoje tytuły i ziemię. Juliusz II zdradził go i doprowadził do jego upadku.
Cezar zginął w bitwie w 1507 roku.

### Lukrecja

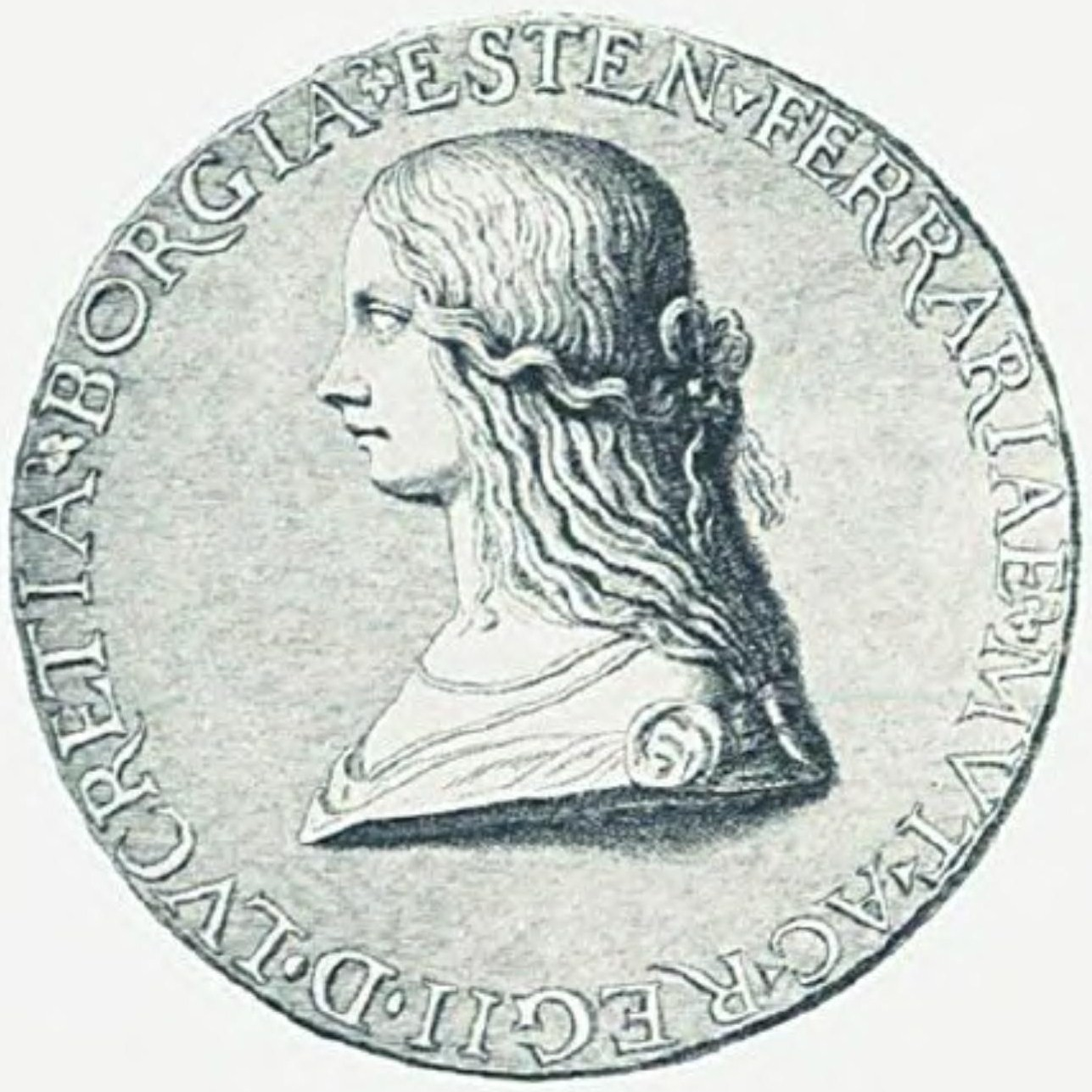
Lukrecja Borgia

Lukrecja już jako dziecko była zaręczona z dwoma hiszpańskimi arystokratami, a jej rękę Aleksander VI traktował jako najlepsze zabezpieczenie swoich planów politycznych. Zostawszy papieżem unieważnił wcześniejsze postanowienia i tak pragnąc wzmocnić układ pokojowy z Mediolanem wydał trzynastoletnią Lukrecję za mąż za Giovanniego Sforzę, pana Pesaro i kuzyna władcy Mediolanu Lodovico il Moro, który w owym czasie był najpotężniejszym włoskim księciem; jednakże kiedy papież przestał potrzebować Sforzów małżeństwo zostało anulowane w 1497 roku jako nigdy nie skonsumowane.
Wkrótce potem Lukrecja została uwikłana w skandal dotyczący jej rzekomego związku z Hiszpanem Pedro Calderonem znanym jako Perotto. Jego ciało zostało wyłowione z Tybru 14 lutego 1498 roku wraz ze zwłokami jednej z dam dworu Lukrecji. Prawdopodobnie Cezar zabił ich za romans, którym mógł zaszkodzić negocjacjom dotyczącym kolejnego mariażu. W tym czasie rozprzestrzeniały się plotki sugerujące, że urodzone wówczas dziecko, Jan Borgia znany również jako Infant Rzymski jest nieślubnym synem Lukrecji.
Drugim mężem Lukrecji został młody i bogaty Alfons Aragoński, książę Bisceglie i Salerno (nieślubny syn króla Neapolu Alfonsa II), co pozwoliło Borgiom na zawarcie sojuszu z kolejnym potężnym rodem. Jednakże i ten związek nie trwał długo – pragnący wzmocnienia swoich relacji z Francją Cezar postanowił całkowicie zerwać z Neapolem. Alfons Aragoński znalazł się w wielkim niebezpieczeństwie. Pierwsza próba morderstwa zakończyła się co prawda niepowodzeniem, ale wkrótce książę został uduszony we własnym pałacu.
Lukrecja zawarła swoje trzecie i ostatnie małżeństwo z Alfonsem d'Este, przyszłym księciem Ferrary, Modeny i Reggio. Jej zdrowie zaczęło się pogarszać z kolejnymi ciążami, które miały ciężki przebieg i w kilku przypadkach kończyły się śmiercią dziecka. Zmarła 1519 roku w dziesięć dni po narodzinach i śmierci ostatniej córki Izabelli Marii.

### Dzieje rodu od śmierci Aleksandra VI do dziś

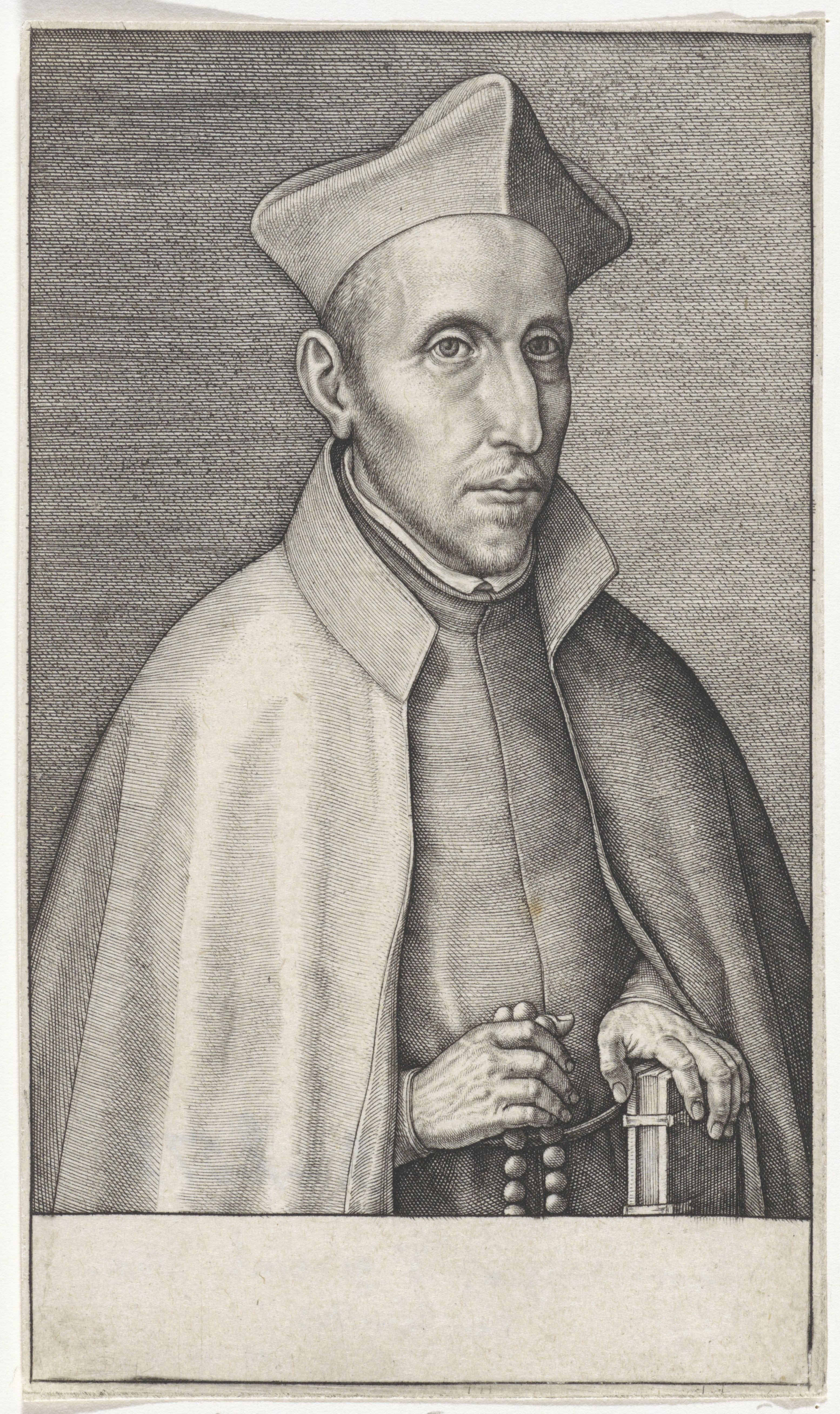
Święty Franciszek Borgiasz

Śmierć Aleksandra VI oznaczała dla Borgiów utratę władzy, części beneficjów i dochodów. Wkrótce potem na następnego papieża wybrany został zaprzysiężony wróg Borgiów Juliusz II, który odebrał rodowi wszystkie posiadłości we Włoszech, a jego jedynymi tytułami pozostały księstwo Gandii w Hiszpanii i Squillace w Neapolu.
W 1520 roku cesarz Karol V nadał tytuł Grandów Hiszpanii dwudziestu rodzinom szlacheckim, wśród których znajdowali się książęta Gandii.
Czwarty książę Gandii św. Franciszek de Borgia (1511–1572 urodził się jako syn Jana Borgii y Enriquez, trzeciego księcia Gandii i Joanny Aragońskiej, nieślubnej córki Alfonsa Aragońskiego, arcybiskupa Saragossy, który z kolei był nieślubnym synem Ferdynanda II Katolickiego. W wieku szesnastu lat ożenił się z Eleanor de Castro Melo e Menezes, która urodziła mu ośmioro dzieci. Doznawszy przemiany religijnej w 1539 roku odsunął się od żony i skupił się na obowiązkach religijnych. Po śmierci ojca w 1543 roku został czwartym księciem Gandii.
W 1546 zmarła jego żona, wtedy przepisał posiadłości i dobra na dzieci i wstąpił do nowo powstałego zakonu jezuitów. Do 1550 porzucił sprawy polityczne i zrzekł się wszystkich tytułów na rzecz najstarszego syna Ludwika Borgia-Aragon y de Castro-Melo i przyjął święcenia. Ze względu na jego pochodzenie i sławę oferowano mu kapelusz kardynalski, ale odmówił wybierając funkcję wędrownego kaznodziei. W 1556 roku został trzecim generałem zakonu jezuitów. Jego działalność religijna, oświatowa i polityczna przyniosła mu uznanie całego chrześcijańskiego świata.
Zmarł 10 października 1572 w wieku sześćdziesięciu dwóch lat.
Ostatni książę Gandii Ludwik Ignacy de Borgia Aragón y Centelles zmarł w 1740, a jego córka i dziedziczka Maria Anna w osiem lat później.
Znacznie wcześniej bo w 1607 roku wymarli książęta Squillace, a córka ostatniego z nich została wydana za mąż za syna czwartego księcia Gandii łącząc w ten sposób obie linie rodu sięgające Aleksandra VI.
W chwili obecnej istnieje tylko jedna linia rodu Borgia wywodząca się od Jana Borgii, której przedstawiciele mieszkają w Ekwadorze, Kolumbii, Meksyku i Chile, a z której wywodzi się były prezydent Ekwadoru Rodrigo Borja Cevallos.

## Galeria

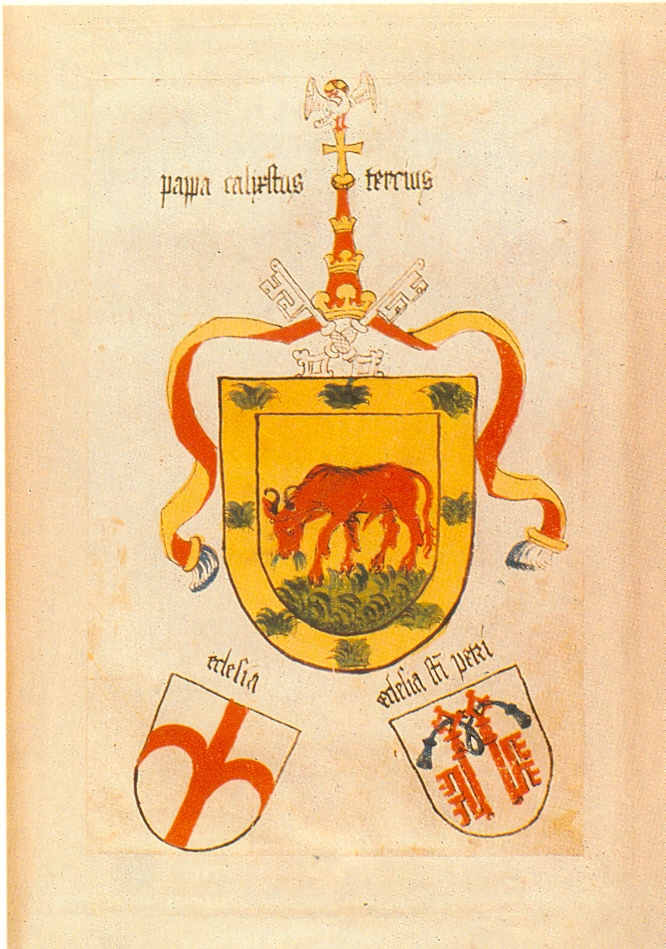
Herb Alfonsa de Borja
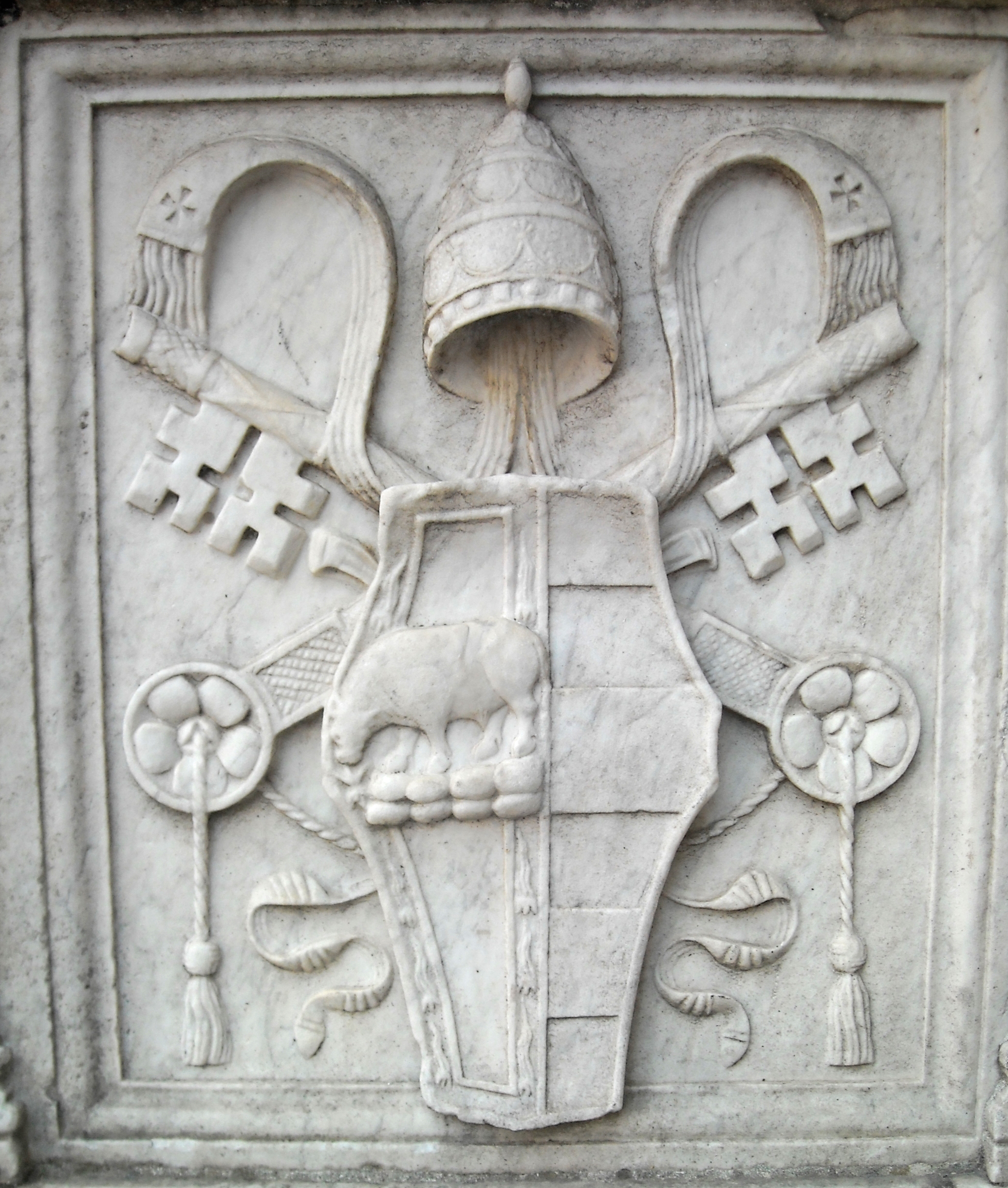
Herb papieski Aleksandra VI
Herb księstwa Gandii
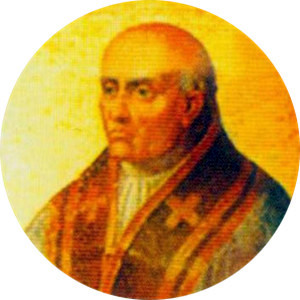
Kalikst III papież
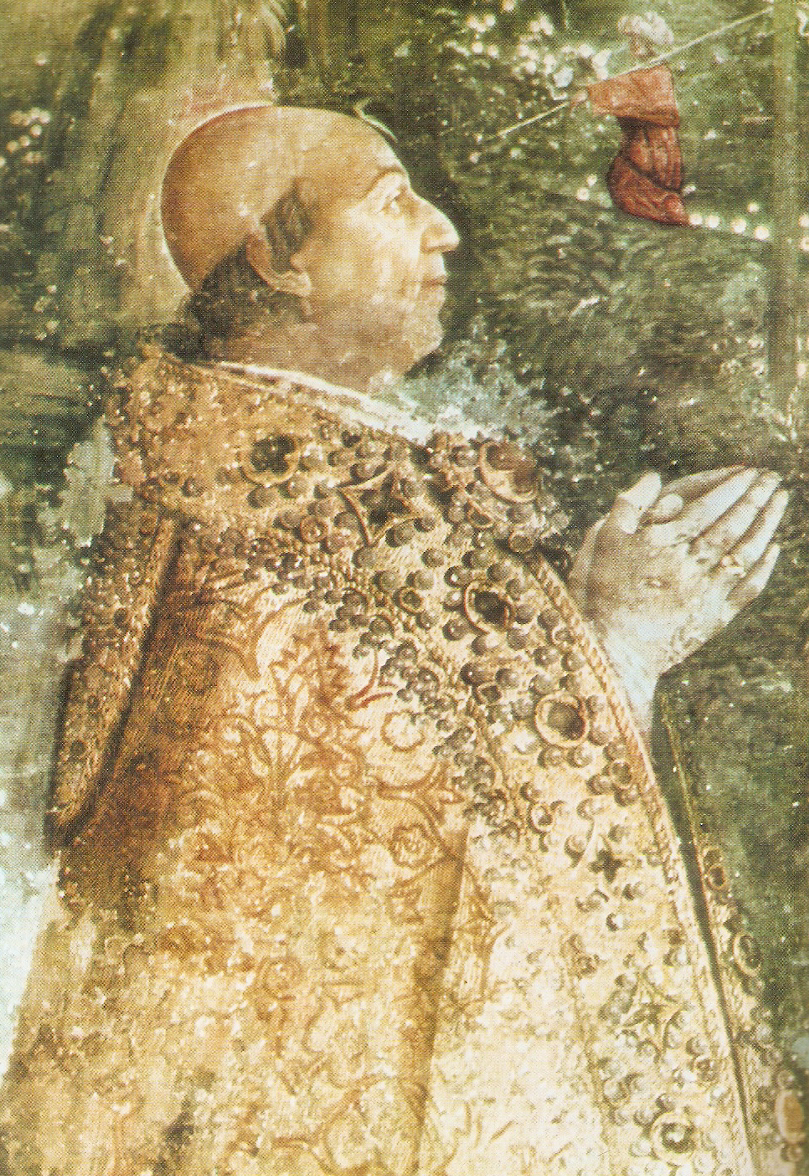
Aleksander VI papież
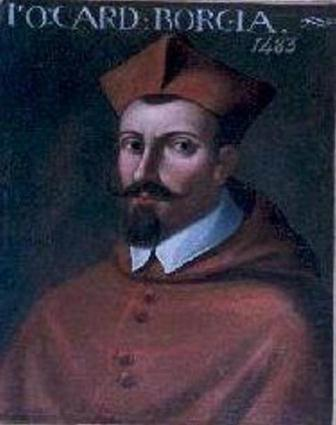
Juan de Borja Lanzol de Romaní kardynał
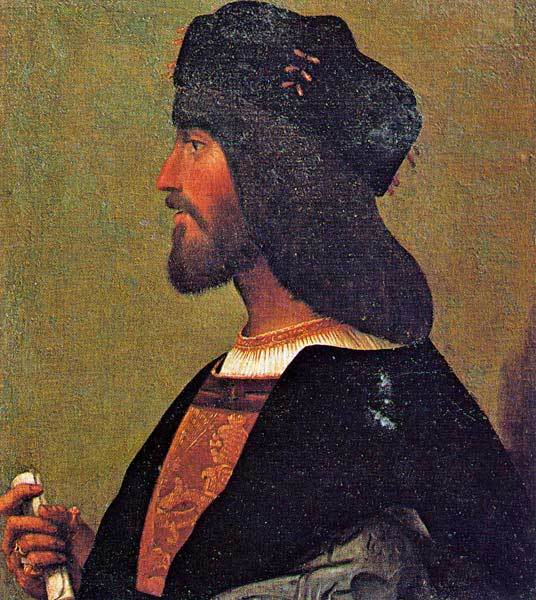
Cezar Borgia kardynał i kondotier
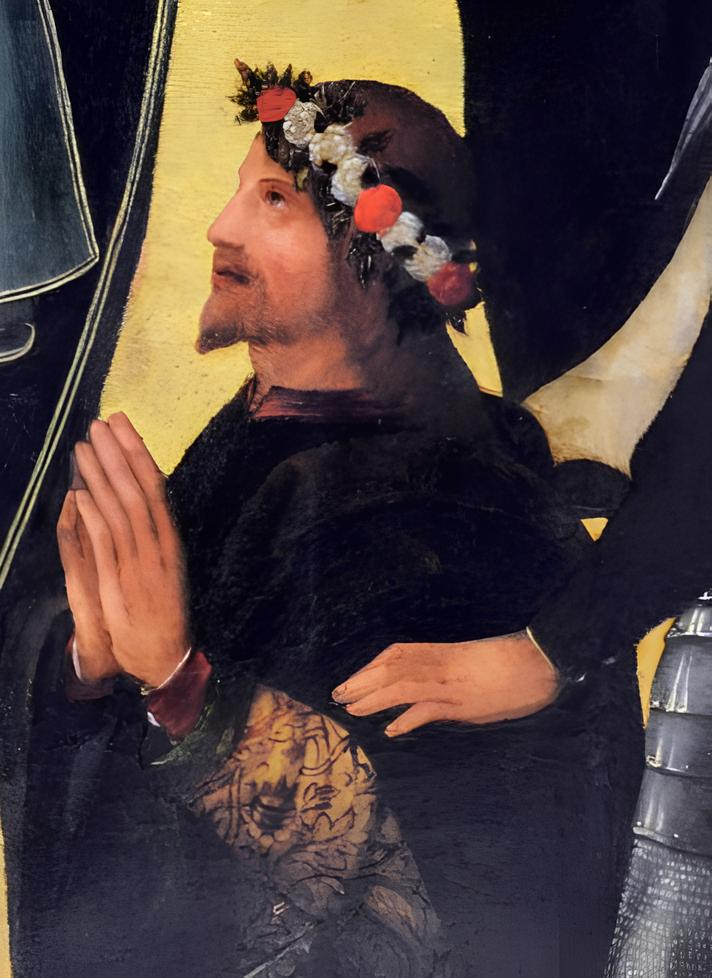
Jan Borgia książę Gandii i kondotier
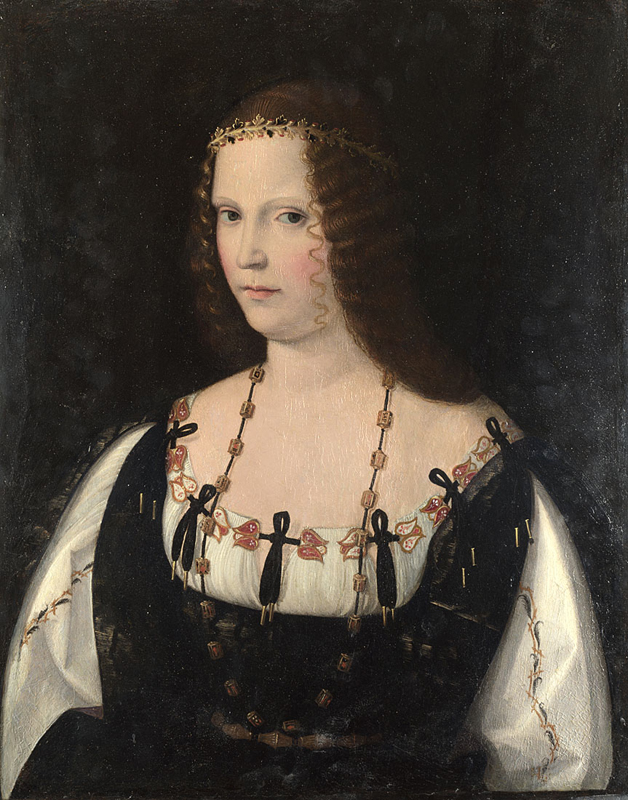
Lukrecja Borgia księżna Ferrary, Modeny i Reggio
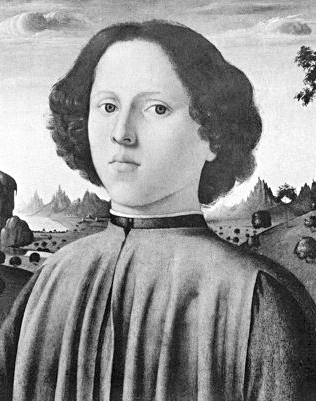
Jofré Borgia książę Squillace
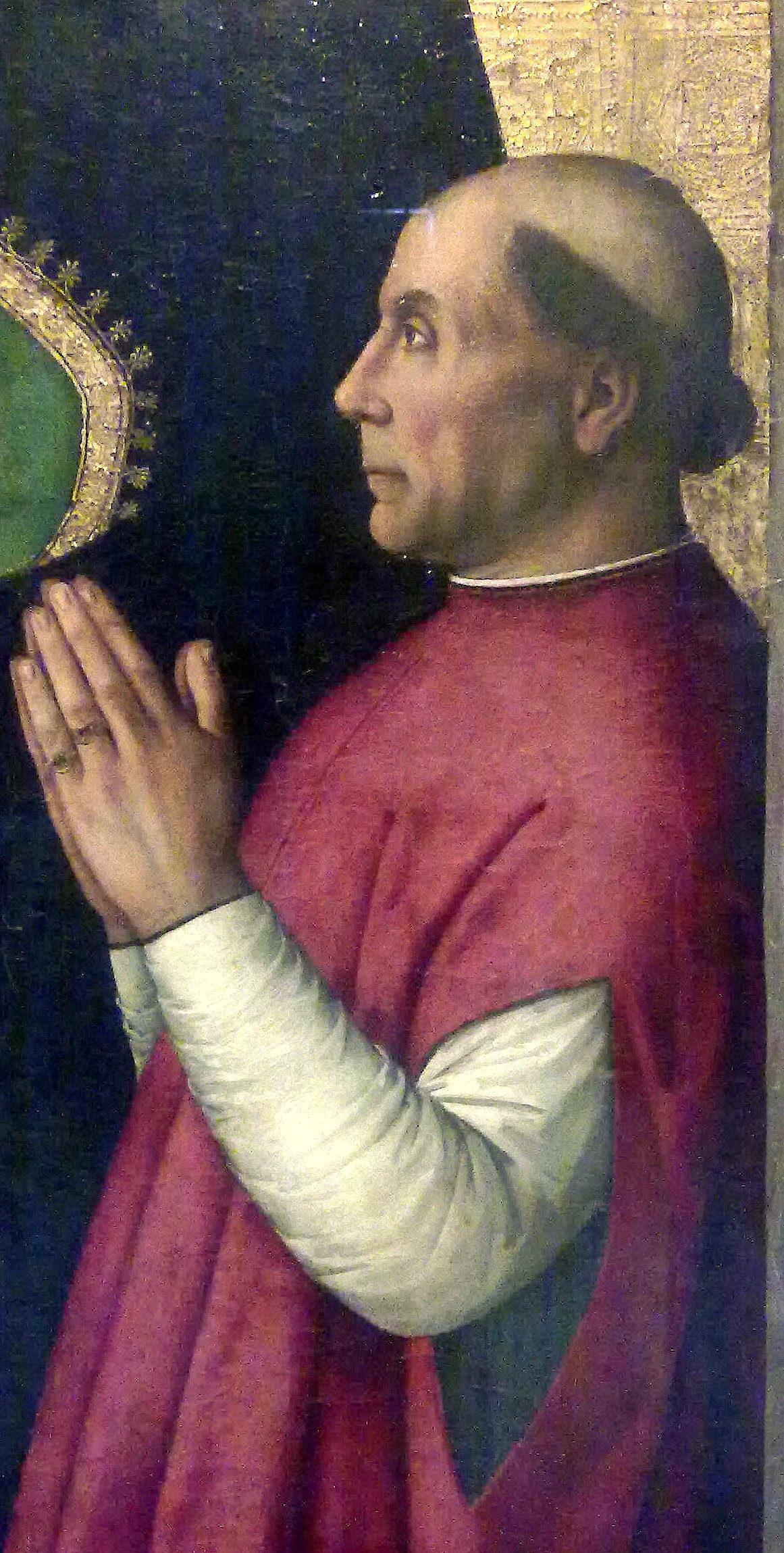
Francisco de Borja kardynał
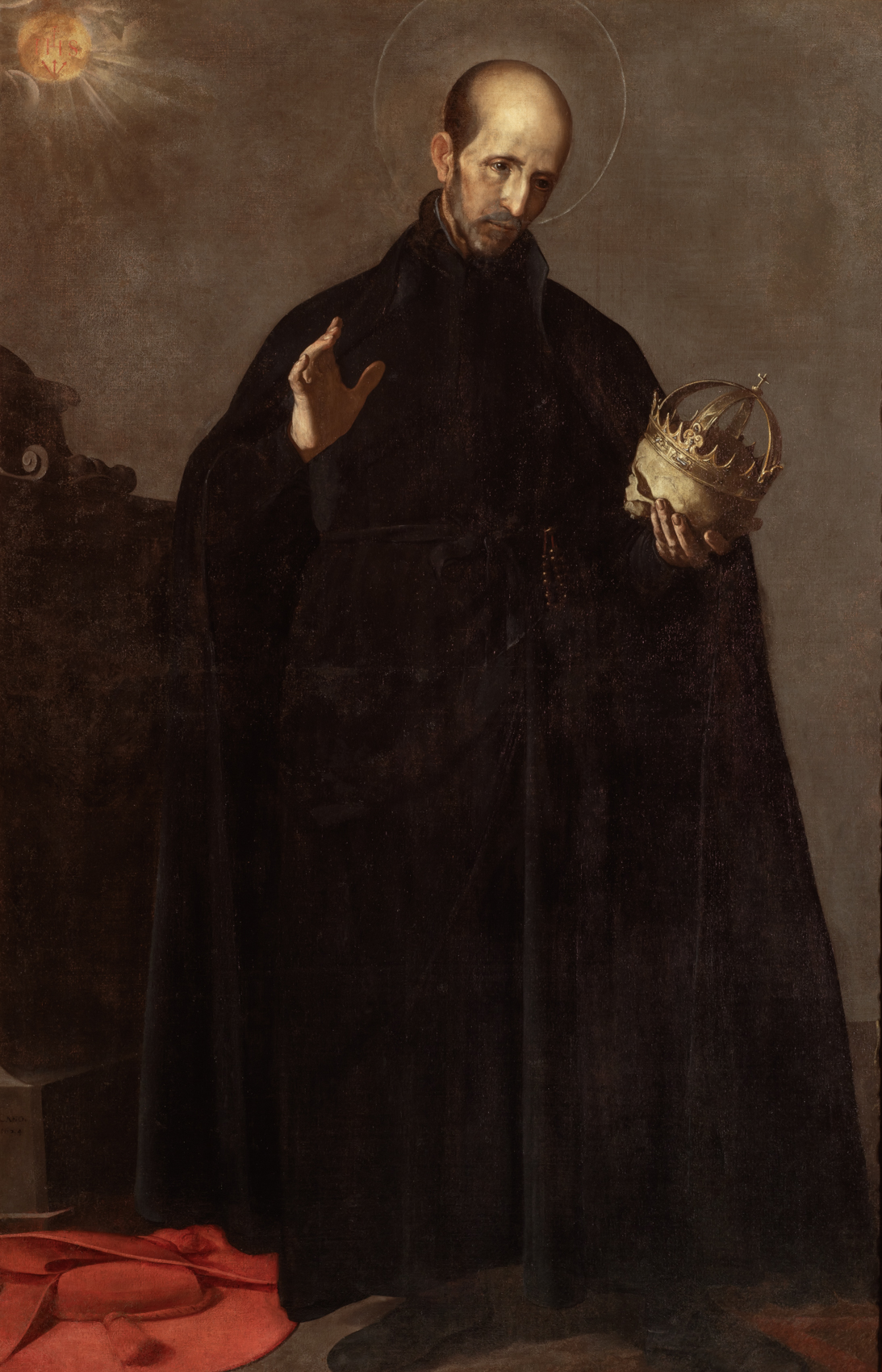
Franciszek Borgiasz książę Gandii i święty
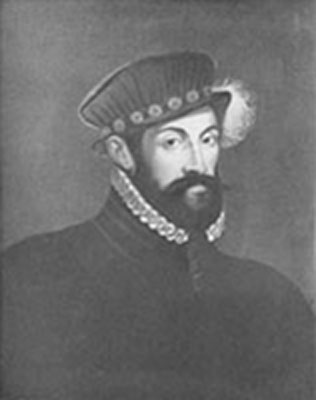
Jan Borgia y Castro hrabia Mayalde
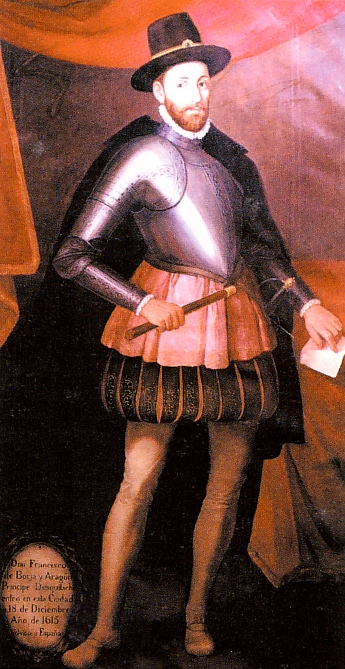
Francisco de Borja y Aragón książę Squillace
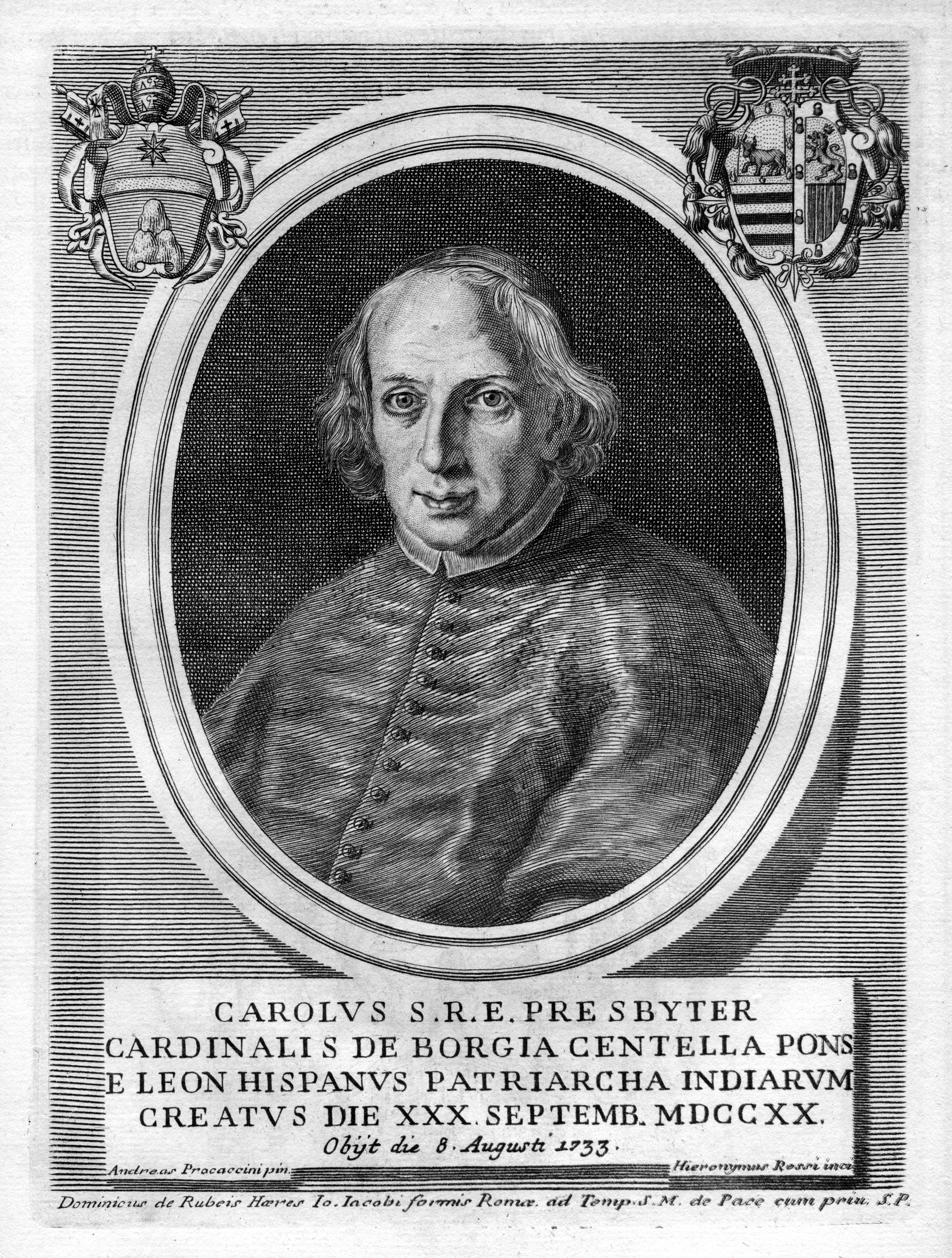
Carlos de Borja y Centellas kardynał
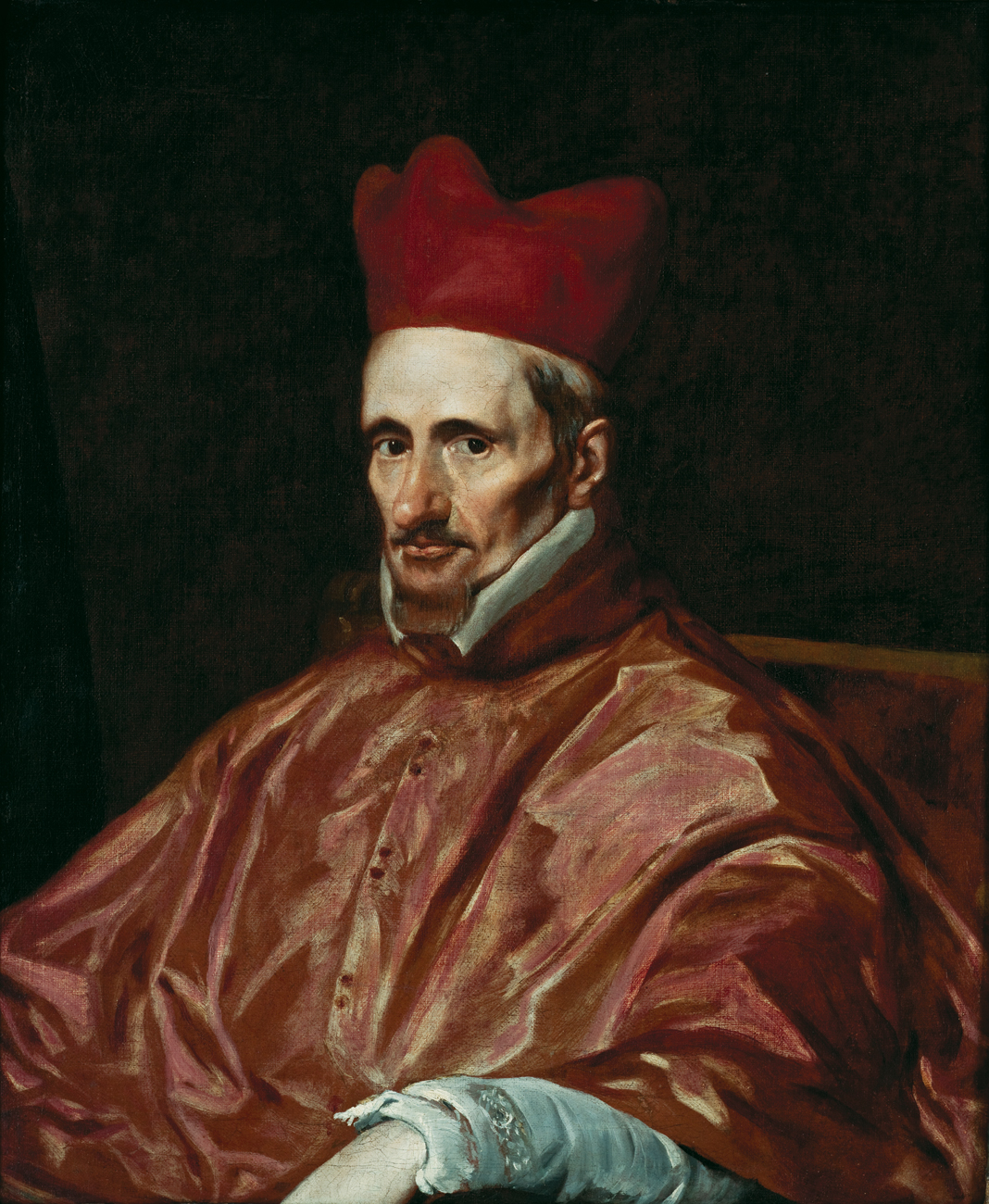
Gaspar de Borja y Velasco kardynał i dyplomata
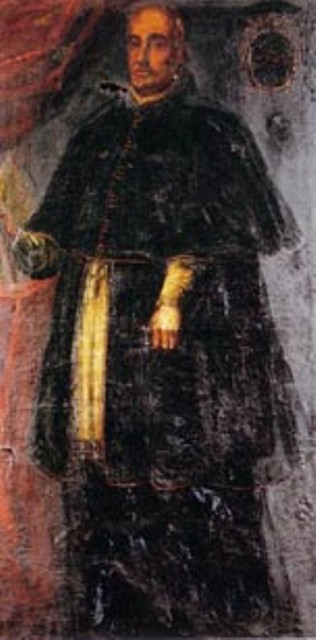
Tomás de Borja y de Castro-Pinós arcybiskup Saragossy
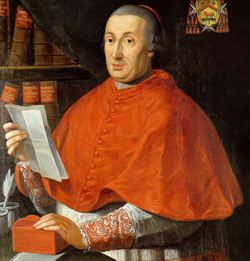
Stefano Borgia kardynał
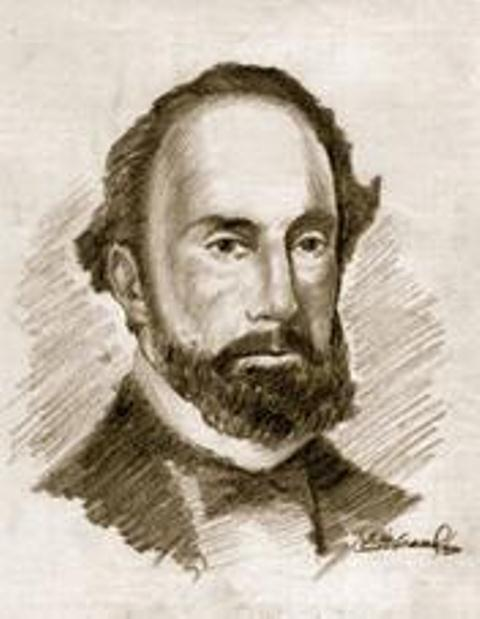
Juan Borja y Lizarzaburu prawnik
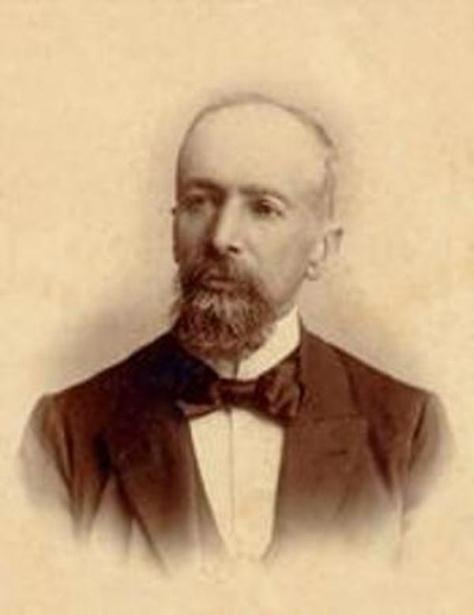
Luis Felipe Borja Pérez prawnik
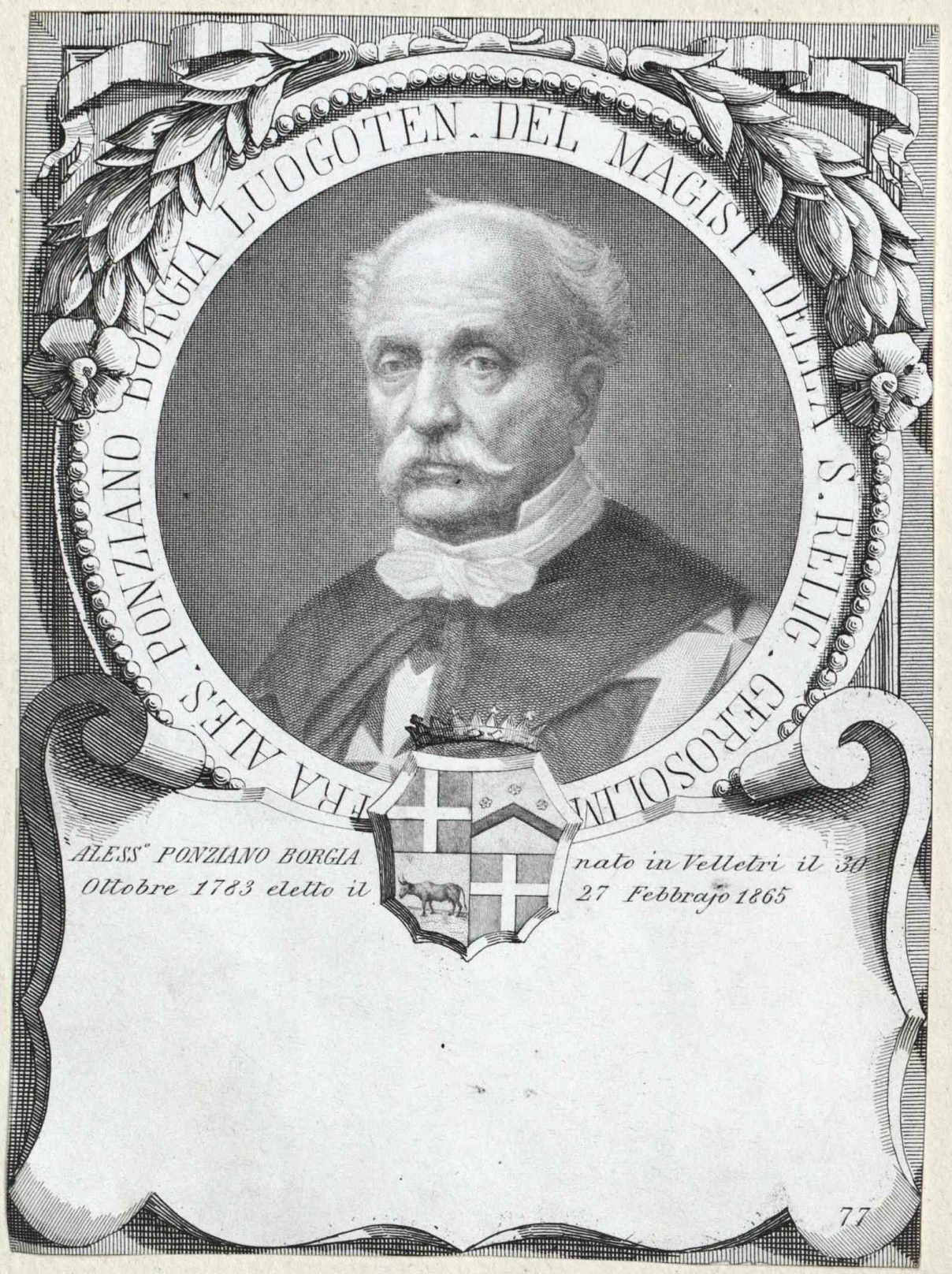
Aleksander Borgia zastępca Wielkiego Mistrza Zakonu Kawalerów Maltańskich
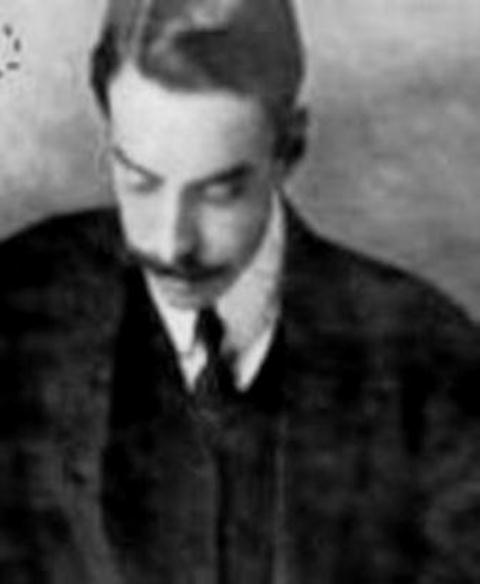
Artur Borja poeta
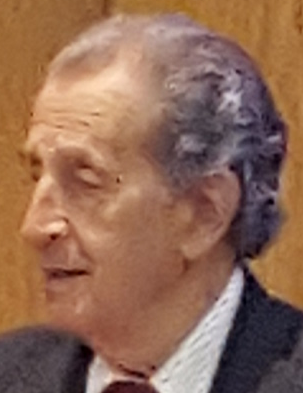
Rodrigo Borja Cevallos były prezydent Ekwadoru